# Chrysophyllum fenerivense
Chrysophyllum fenerivense – gatunek drzew należących do rodziny sączyńcowatych. Jest endemitem Madagaskaru.